# Ільяно (Астурія)
Ільяно (ісп. Illano, галісійсько-астурійською Eilao) — муніципалітет в Іспанії, у складі автономної спільноти Астурія. Населення — 480 осіб (2009).
Муніципалітет розташований на відстані близько 410 км на північний захід від Мадрида, 80 км на захід від Ов'єдо.
Муніципалітет складається з таких паррокій: Бульясо, Хіо, Еріас, Ільяно, Ронда.

## Демографія
Динаміка населення (INE ):

## Галерея зображень

Розташування муніципалітету
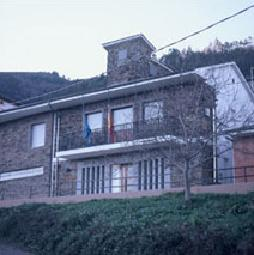
Муніципальна рада